# دانيل فيتيري
دانيل فيتيري (مواليد 12 ديسمبر 1981) هو لاعب كرة قدم. يلعب مع منتخب الإكوادور لكرة القدم. سبق له أن لعب في كأس العالم لكرة القدم مع منتخب بلاده.

## روابط خارجية
- دانيل فيتيري على موقع الاتحاد الدولي (مؤرشف)  (الإنجليزية)
- دانيل فيتيري على موقع قاعدة بيانات كرة القدم.إي يو (الإنجليزية)
- دانيل فيتيري على موقع ناشيونال فوتبول تيمز (الإنجليزية)
- دانيل فيتيري على موقع Soccerway.com (الإنجليزية)
- دانيل فيتيري على موقع كووورة